# Pierangelo Manzaroli
Pierangelo Manzaroli (Rimini, Italia; 25 de marzo de 1969) es un exfutbolista y entrenador italiano nacionalizado sanmarinense. Jugó de centrocampista y actualmente es entrenador de la selección de fútbol de San Marino.

## Trayectoria

### Como futbolista
Pese a ser italiano, Manzaroli toda su trayectoria de jugador la hizo en San Marino, país con el cual se encariñó y posteriormente, nacionalizó. Su debut se produjo en el año 1999 en el SS Cosmos donde permaneció hasta el año 2001, en toda su estadía anotó 10 goles en 45 partidos. El mismo año fichó por el S.P. Cailungo donde solo estuvo una temporada y con un saldo de 9 goles en 29 partidos. Luego, ficharía en el 2002 por el San Marino Calcio por dos temporadas donde anotó 17 goles en 62 partidos. Finalmente, firmó por el Pennarossa en el 2004 donde tuvo 12 participaciones y 8 partidos. En ese equipo terminaría su carrera como futbolista (2005) donde se mostró como un mediocampista con habilidades ofensivas pues participó muchas veces en los goles de sus equipos. 
Manzaroli también fue convocado a la selección san marinense por primera vez en el año 1991 y por última vez en el año 2001. Jugó un total de 38 encuentros sin poder anotar goles. 

### Como entrenador
En el ámbito como director técnico, Manzaroli dirigió entre los años 2006-2007 al club Pennarossa y los años 2007-2008 al AC Libertas. Recién al año siguiente se involucraría en los trabajos de la selección sanmarinense cuando dirigió del 2007 al 2009 a la selección de fútbol de San Marino B. Luego, entre los años 2009-2010 dirigiría a la selección sub-15 de San Marino y posteriormente desde 2010 hasta 2013 a la selección sub-21 de San Marino. En este equipo, Manzaroli logró hacer una buena campaña desde la perspectiva sanmarinense pues logró obtener 4 puntos al derrotar a Gales y empatar con Finlandia. El gran salto lo daría en el año 2014, cuando es contratado por la selección de fútbol de San Marino en lugar de Giampaolo Mazza (quien había renunciado). Con la selección mayor logró un empate 0-0 frente a Estonia en la Clasificación para la Eurocopa 2016, actualmente se mantiene en este cargo.

## Clubes

### Como jugador
| Club              | País       | Año         |
| ----------------- | ---------- | ----------- |
| SS Cosmos         | San Marino | 1999 - 2001 |
| S.P. Cailungo     | San Marino | 2001 - 2002 |
| San Marino Calcio | San Marino | 2002 - 2004 |
| Pennarossa        | San Marino | 2004 - 2005 |

### Como entrenador
| Club                      | País       | Año         |
| ------------------------- | ---------- | ----------- |
| Pennarossa                | San Marino | 2006 - 2007 |
| AC Libertas               | San Marino | 2007 - 2008 |
| Selección nacional B      | San Marino | 2007 - 2009 |
| Selección nacional sub-15 | San Marino | 2009 - 2010 |
| Selección nacional sub-21 | San Marino | 2010 - 2013 |
| Selección nacional        | San Marino | 2014 - 2017 |